# 1305
Portal Geschichte | Portal Biografien | Aktuelle Ereignisse | Jahreskalender | Tagesartikel

◄ |
13. Jahrhundert |
14. Jahrhundert
| 15. Jahrhundert | ►

◄ |
1270er |
1280er |
1290er |
1300er
| 1310er | 1320er | 1330er | ►

◄◄ |
◄ |
1301 |
1302 |
1303 |
1304 |
1305
| 1306 | 1307 | 1308 | 1309 | ► | ►►
Staatsoberhäupter  · Nekrolog
| Januar | Januar | Januar | Januar | Januar | Januar | Januar | Januar |
| Kw     | Mo     | Di     | Mi     | Do     | Fr     | Sa     | So     |
| ------ | ------ | ------ | ------ | ------ | ------ | ------ | ------ |
| 53     |        |        |        |        | 1      | 2      | 3      |
| 1      | 4      | 5      | 6      | 7      | 8      | 9      | 10     |
| 2      | 11     | 12     | 13     | 14     | 15     | 16     | 17     |
| 3      | 18     | 19     | 20     | 21     | 22     | 23     | 24     |
| 4      | 25     | 26     | 27     | 28     | 29     | 30     | 31     |

| Februar | Februar | Februar | Februar | Februar | Februar | Februar | Februar |
| Kw      | Mo      | Di      | Mi      | Do      | Fr      | Sa      | So      |
| ------- | ------- | ------- | ------- | ------- | ------- | ------- | ------- |
| 5       | 1       | 2       | 3       | 4       | 5       | 6       | 7       |
| 6       | 8       | 9       | 10      | 11      | 12      | 13      | 14      |
| 7       | 15      | 16      | 17      | 18      | 19      | 20      | 21      |
| 8       | 22      | 23      | 24      | 25      | 26      | 27      | 28      |

| März | März | März | März | März | März | März | März |
| Kw   | Mo   | Di   | Mi   | Do   | Fr   | Sa   | So   |
| ---- | ---- | ---- | ---- | ---- | ---- | ---- | ---- |
| 9    | 1    | 2    | 3    | 4    | 5    | 6    | 7    |
| 10   | 8    | 9    | 10   | 11   | 12   | 13   | 14   |
| 11   | 15   | 16   | 17   | 18   | 19   | 20   | 21   |
| 12   | 22   | 23   | 24   | 25   | 26   | 27   | 28   |
| 13   | 29   | 30   | 31   |      |      |      |      |

| April | April | April | April | April | April | April | April |
| Kw    | Mo    | Di    | Mi    | Do    | Fr    | Sa    | So    |
| ----- | ----- | ----- | ----- | ----- | ----- | ----- | ----- |
| 13    |       |       |       | 1     | 2     | 3     | 4     |
| 14    | 5     | 6     | 7     | 8     | 9     | 10    | 11    |
| 15    | 12    | 13    | 14    | 15    | 16    | 17    | 18    |
| 16    | 19    | 20    | 21    | 22    | 23    | 24    | 25    |
| 17    | 26    | 27    | 28    | 29    | 30    |       |       |

| Mai | Mai | Mai | Mai | Mai | Mai | Mai | Mai |
| Kw  | Mo  | Di  | Mi  | Do  | Fr  | Sa  | So  |
| --- | --- | --- | --- | --- | --- | --- | --- |
| 17  |     |     |     |     |     | 1   | 2   |
| 18  | 3   | 4   | 5   | 6   | 7   | 8   | 9   |
| 19  | 10  | 11  | 12  | 13  | 14  | 15  | 16  |
| 20  | 17  | 18  | 19  | 20  | 21  | 22  | 23  |
| 21  | 24  | 25  | 26  | 27  | 28  | 29  | 30  |
| 22  | 31  |     |     |     |     |     |     |

| Juni | Juni | Juni | Juni | Juni | Juni | Juni | Juni |
| Kw   | Mo   | Di   | Mi   | Do   | Fr   | Sa   | So   |
| ---- | ---- | ---- | ---- | ---- | ---- | ---- | ---- |
| 22   |      | 1    | 2    | 3    | 4    | 5    | 6    |
| 23   | 7    | 8    | 9    | 10   | 11   | 12   | 13   |
| 24   | 14   | 15   | 16   | 17   | 18   | 19   | 20   |
| 25   | 21   | 22   | 23   | 24   | 25   | 26   | 27   |
| 26   | 28   | 29   | 30   |      |      |      |      |

| Juli | Juli | Juli | Juli | Juli | Juli | Juli | Juli |
| Kw   | Mo   | Di   | Mi   | Do   | Fr   | Sa   | So   |
| ---- | ---- | ---- | ---- | ---- | ---- | ---- | ---- |
| 26   |      |      |      | 1    | 2    | 3    | 4    |
| 27   | 5    | 6    | 7    | 8    | 9    | 10   | 11   |
| 28   | 12   | 13   | 14   | 15   | 16   | 17   | 18   |
| 29   | 19   | 20   | 21   | 22   | 23   | 24   | 25   |
| 30   | 26   | 27   | 28   | 29   | 30   | 31   |      |

| August | August | August | August | August | August | August | August |
| Kw     | Mo     | Di     | Mi     | Do     | Fr     | Sa     | So     |
| ------ | ------ | ------ | ------ | ------ | ------ | ------ | ------ |
| 30     |        |        |        |        |        |        | 1      |
| 31     | 2      | 3      | 4      | 5      | 6      | 7      | 8      |
| 32     | 9      | 10     | 11     | 12     | 13     | 14     | 15     |
| 33     | 16     | 17     | 18     | 19     | 20     | 21     | 22     |
| 34     | 23     | 24     | 25     | 26     | 27     | 28     | 29     |
| 35     | 30     | 31     |        |        |        |        |        |

| September | September | September | September | September | September | September | September |
| Kw        | Mo        | Di        | Mi        | Do        | Fr        | Sa        | So        |
| --------- | --------- | --------- | --------- | --------- | --------- | --------- | --------- |
| 35        |           |           | 1         | 2         | 3         | 4         | 5         |
| 36        | 6         | 7         | 8         | 9         | 10        | 11        | 12        |
| 37        | 13        | 14        | 15        | 16        | 17        | 18        | 19        |
| 38        | 20        | 21        | 22        | 23        | 24        | 25        | 26        |
| 39        | 27        | 28        | 29        | 30        |           |           |           |

| Oktober | Oktober | Oktober | Oktober | Oktober | Oktober | Oktober | Oktober |
| Kw      | Mo      | Di      | Mi      | Do      | Fr      | Sa      | So      |
| ------- | ------- | ------- | ------- | ------- | ------- | ------- | ------- |
| 39      |         |         |         |         | 1       | 2       | 3       |
| 40      | 4       | 5       | 6       | 7       | 8       | 9       | 10      |
| 41      | 11      | 12      | 13      | 14      | 15      | 16      | 17      |
| 42      | 18      | 19      | 20      | 21      | 22      | 23      | 24      |
| 43      | 25      | 26      | 27      | 28      | 29      | 30      | 31      |

| November | November | November | November | November | November | November | November |
| Kw       | Mo       | Di       | Mi       | Do       | Fr       | Sa       | So       |
| -------- | -------- | -------- | -------- | -------- | -------- | -------- | -------- |
| 44       | 1        | 2        | 3        | 4        | 5        | 6        | 7        |
| 45       | 8        | 9        | 10       | 11       | 12       | 13       | 14       |
| 46       | 15       | 16       | 17       | 18       | 19       | 20       | 21       |
| 47       | 22       | 23       | 24       | 25       | 26       | 27       | 28       |
| 48       | 29       | 30       |          |          |          |          |          |

| Dezember | Dezember | Dezember | Dezember | Dezember | Dezember | Dezember | Dezember |
| Kw       | Mo       | Di       | Mi       | Do       | Fr       | Sa       | So       |
| -------- | -------- | -------- | -------- | -------- | -------- | -------- | -------- |
| 48       |          |          | 1        | 2        | 3        | 4        | 5        |
| 49       | 6        | 7        | 8        | 9        | 10       | 11       | 12       |
| 50       | 13       | 14       | 15       | 16       | 17       | 18       | 19       |
| 51       | 20       | 21       | 22       | 23       | 24       | 25       | 26       |
| 52       | 27       | 28       | 29       | 30       | 31       |          |          |

| Januar | Januar | Januar | Januar | Januar | Januar | Januar | Januar |
| Kw     | Mo     | Di     | Mi     | Do     | Fr     | Sa     | So     |
| ------ | ------ | ------ | ------ | ------ | ------ | ------ | ------ |
| 53     |        |        |        |        | 1      | 2      | 3      |
| 1      | 4      | 5      | 6      | 7      | 8      | 9      | 10     |
| 2      | 11     | 12     | 13     | 14     | 15     | 16     | 17     |
| 3      | 18     | 19     | 20     | 21     | 22     | 23     | 24     |
| 4      | 25     | 26     | 27     | 28     | 29     | 30     | 31     |

| Februar | Februar | Februar | Februar | Februar | Februar | Februar | Februar |
| Kw      | Mo      | Di      | Mi      | Do      | Fr      | Sa      | So      |
| ------- | ------- | ------- | ------- | ------- | ------- | ------- | ------- |
| 5       | 1       | 2       | 3       | 4       | 5       | 6       | 7       |
| 6       | 8       | 9       | 10      | 11      | 12      | 13      | 14      |
| 7       | 15      | 16      | 17      | 18      | 19      | 20      | 21      |
| 8       | 22      | 23      | 24      | 25      | 26      | 27      | 28      |

| März | März | März | März | März | März | März | März |
| Kw   | Mo   | Di   | Mi   | Do   | Fr   | Sa   | So   |
| ---- | ---- | ---- | ---- | ---- | ---- | ---- | ---- |
| 9    | 1    | 2    | 3    | 4    | 5    | 6    | 7    |
| 10   | 8    | 9    | 10   | 11   | 12   | 13   | 14   |
| 11   | 15   | 16   | 17   | 18   | 19   | 20   | 21   |
| 12   | 22   | 23   | 24   | 25   | 26   | 27   | 28   |
| 13   | 29   | 30   | 31   |      |      |      |      |

| April | April | April | April | April | April | April | April |
| Kw    | Mo    | Di    | Mi    | Do    | Fr    | Sa    | So    |
| ----- | ----- | ----- | ----- | ----- | ----- | ----- | ----- |
| 13    |       |       |       | 1     | 2     | 3     | 4     |
| 14    | 5     | 6     | 7     | 8     | 9     | 10    | 11    |
| 15    | 12    | 13    | 14    | 15    | 16    | 17    | 18    |
| 16    | 19    | 20    | 21    | 22    | 23    | 24    | 25    |
| 17    | 26    | 27    | 28    | 29    | 30    |       |       |

| Mai | Mai | Mai | Mai | Mai | Mai | Mai | Mai |
| Kw  | Mo  | Di  | Mi  | Do  | Fr  | Sa  | So  |
| --- | --- | --- | --- | --- | --- | --- | --- |
| 17  |     |     |     |     |     | 1   | 2   |
| 18  | 3   | 4   | 5   | 6   | 7   | 8   | 9   |
| 19  | 10  | 11  | 12  | 13  | 14  | 15  | 16  |
| 20  | 17  | 18  | 19  | 20  | 21  | 22  | 23  |
| 21  | 24  | 25  | 26  | 27  | 28  | 29  | 30  |
| 22  | 31  |     |     |     |     |     |     |

| Juni | Juni | Juni | Juni | Juni | Juni | Juni | Juni |
| Kw   | Mo   | Di   | Mi   | Do   | Fr   | Sa   | So   |
| ---- | ---- | ---- | ---- | ---- | ---- | ---- | ---- |
| 22   |      | 1    | 2    | 3    | 4    | 5    | 6    |
| 23   | 7    | 8    | 9    | 10   | 11   | 12   | 13   |
| 24   | 14   | 15   | 16   | 17   | 18   | 19   | 20   |
| 25   | 21   | 22   | 23   | 24   | 25   | 26   | 27   |
| 26   | 28   | 29   | 30   |      |      |      |      |

| Juli | Juli | Juli | Juli | Juli | Juli | Juli | Juli |
| Kw   | Mo   | Di   | Mi   | Do   | Fr   | Sa   | So   |
| ---- | ---- | ---- | ---- | ---- | ---- | ---- | ---- |
| 26   |      |      |      | 1    | 2    | 3    | 4    |
| 27   | 5    | 6    | 7    | 8    | 9    | 10   | 11   |
| 28   | 12   | 13   | 14   | 15   | 16   | 17   | 18   |
| 29   | 19   | 20   | 21   | 22   | 23   | 24   | 25   |
| 30   | 26   | 27   | 28   | 29   | 30   | 31   |      |

| August | August | August | August | August | August | August | August |
| Kw     | Mo     | Di     | Mi     | Do     | Fr     | Sa     | So     |
| ------ | ------ | ------ | ------ | ------ | ------ | ------ | ------ |
| 30     |        |        |        |        |        |        | 1      |
| 31     | 2      | 3      | 4      | 5      | 6      | 7      | 8      |
| 32     | 9      | 10     | 11     | 12     | 13     | 14     | 15     |
| 33     | 16     | 17     | 18     | 19     | 20     | 21     | 22     |
| 34     | 23     | 24     | 25     | 26     | 27     | 28     | 29     |
| 35     | 30     | 31     |        |        |        |        |        |

| September | September | September | September | September | September | September | September |
| Kw        | Mo        | Di        | Mi        | Do        | Fr        | Sa        | So        |
| --------- | --------- | --------- | --------- | --------- | --------- | --------- | --------- |
| 35        |           |           | 1         | 2         | 3         | 4         | 5         |
| 36        | 6         | 7         | 8         | 9         | 10        | 11        | 12        |
| 37        | 13        | 14        | 15        | 16        | 17        | 18        | 19        |
| 38        | 20        | 21        | 22        | 23        | 24        | 25        | 26        |
| 39        | 27        | 28        | 29        | 30        |           |           |           |

| Oktober | Oktober | Oktober | Oktober | Oktober | Oktober | Oktober | Oktober |
| Kw      | Mo      | Di      | Mi      | Do      | Fr      | Sa      | So      |
| ------- | ------- | ------- | ------- | ------- | ------- | ------- | ------- |
| 39      |         |         |         |         | 1       | 2       | 3       |
| 40      | 4       | 5       | 6       | 7       | 8       | 9       | 10      |
| 41      | 11      | 12      | 13      | 14      | 15      | 16      | 17      |
| 42      | 18      | 19      | 20      | 21      | 22      | 23      | 24      |
| 43      | 25      | 26      | 27      | 28      | 29      | 30      | 31      |

| November | November | November | November | November | November | November | November |
| Kw       | Mo       | Di       | Mi       | Do       | Fr       | Sa       | So       |
| -------- | -------- | -------- | -------- | -------- | -------- | -------- | -------- |
| 44       | 1        | 2        | 3        | 4        | 5        | 6        | 7        |
| 45       | 8        | 9        | 10       | 11       | 12       | 13       | 14       |
| 46       | 15       | 16       | 17       | 18       | 19       | 20       | 21       |
| 47       | 22       | 23       | 24       | 25       | 26       | 27       | 28       |
| 48       | 29       | 30       |          |          |          |          |          |

| Dezember | Dezember | Dezember | Dezember | Dezember | Dezember | Dezember | Dezember |
| Kw       | Mo       | Di       | Mi       | Do       | Fr       | Sa       | So       |
| -------- | -------- | -------- | -------- | -------- | -------- | -------- | -------- |
| 48       |          |          | 1        | 2        | 3        | 4        | 5        |
| 49       | 6        | 7        | 8        | 9        | 10       | 11       | 12       |
| 50       | 13       | 14       | 15       | 16       | 17       | 18       | 19       |
| 51       | 20       | 21       | 22       | 23       | 24       | 25       | 26       |
| 52       | 27       | 28       | 29       | 30       | 31       |          |          |

## Ereignisse

### Politik und Weltgeschehen

#### Papstwahl Clemens V.
- 5. Juni: Bertrand de Got wird nach neunmonatigem Konklave in Perugia zum Papst gewählt. Der bisherige Erzbischof von Bordeaux, der in dieser Zeit eine Freundschaft zum französischen König Philipp IV. dem Schönen aufgebaut hat, nimmt den Namen Clemens V. an.
- 14. November: Auf eigenen Wunsch reist Clemens V. nicht nach Rom, sondern wird in Lyon im Beisein des französischen Königs zum Papst gekrönt.

#### Frankreich/Navarra
- 2. April: Der spätere französische König Ludwig X. wird nach dem Tod seiner 32-jährigen Mutter Johanna I. im Alter von 15 Jahren König von Navarra und Graf von Champagne.
- 23. Juni: Im Vertrag von Athis-sur-Orge muss sich Flandern, das im Vorjahr in der Schlacht von Mons-en-Pévèle eine schwere Niederlage erlitten hat, dem französischen König Philipp dem Schönen unterwerfen. Der Vertrag bestimmt, dass die Städte Lille, Douai und Béthune an die französische Krone gehen und Flandern im Gegenzug seine Unabhängigkeit als französisches Lehen zugesichert wird.
- Juli: Der in französischer Gefangenschaft befindliche Robert III. darf nun heimkehren und wird Herzog von Flandern.
- 14. November: Arthur II. wird nach dem Tod seines Vaters Johann II. Herzog der Bretagne und Graf von Penthièvre.

#### Mittel- und Osteuropa
- 30. April: Der byzantinische Kaiser Andronikos II. lässt seinen Söldnerführer Roger de Flor und die ihn begleitenden katalanischen Kavalleristen in Adrianopel ermorden, nachdem diese das umliegende Land geplündert haben, weil sie mit dem bezahlten Sold unzufrieden waren. Anders als vom Kaiser erhofft gelingt es ihm aber nicht, die Katalanische Kompanie nach dem Verlust ihres Anführer zu zerschlagen. Rogers verbliebene Männer verschanzen sich nun in der Stadt Gallipoli.

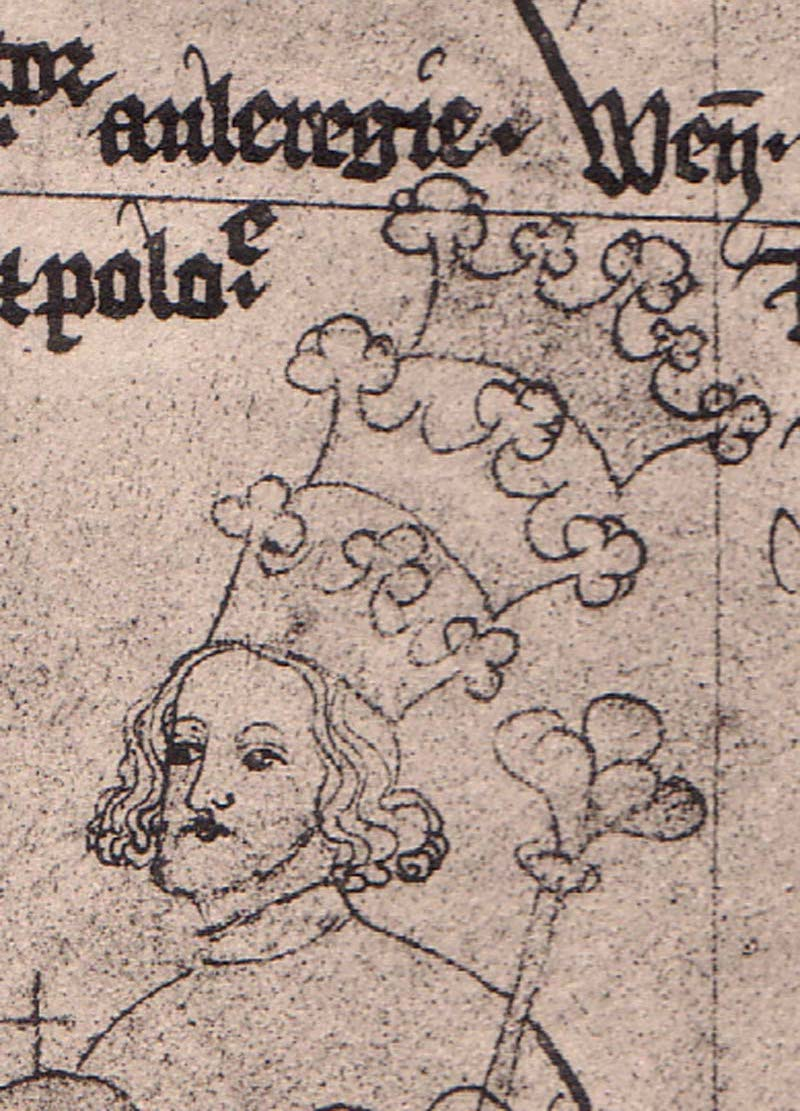
Wenzel III. mit der böhmischen, polnischen und ungarischen Krone; Illustration im Chronicon Aulae Regiae, 1305–1339

- 21. Juni: Nach dem Tod seines Vaters Wenzel II. vereint Wenzel III. für kurze Zeit die drei Kronen von Böhmen, Polen und Ungarn.
- 11. Oktober: Otto III., Herzog von (Nieder-)Bayern, wird zum König von Ungarn gekrönt.

#### Schottischer Unabhängigkeitskrieg

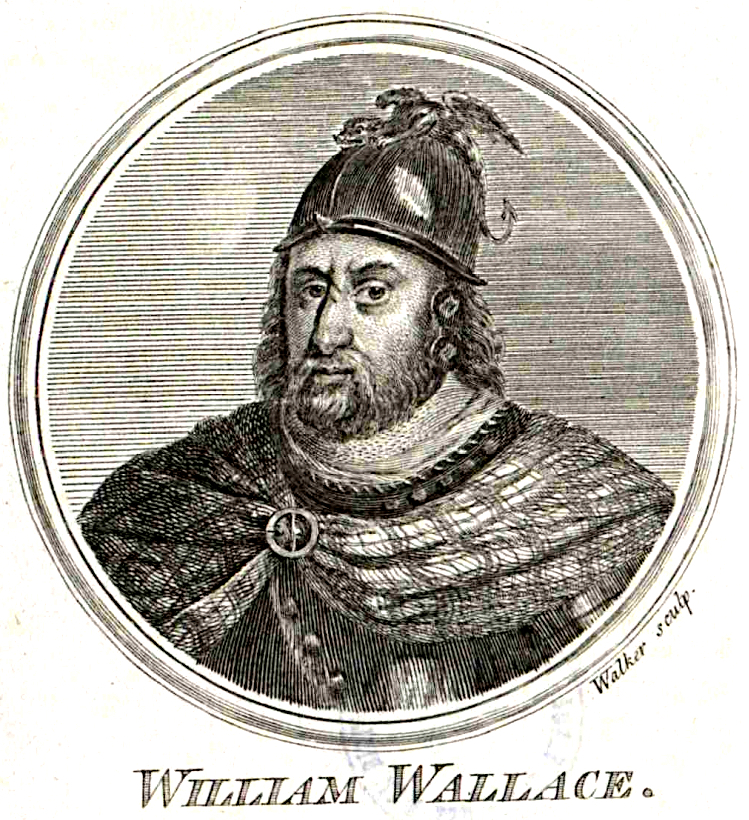
William Wallace, Historienbild

- 5. August: William Wallace, der Anführer des schottischen Volksaufstandes wird in Robroyston bei Glasgow von den Engländern gefangen genommen, nachdem er gegen eine hohe Belohnung von Sir John de Menteith, dem Burgherrn von Dumbarton Castle, verraten worden ist. Kurz darauf wird er an ein Pferd gebunden auf einer zweiwöchigen Reise nach London verschleppt. Dort wird er des Hochverrats angeklagt und zum Tode durch Hängen, Ausweiden und Vierteilen verurteilt, weil er sich weigert, dem englischen König Edward I. die Treue zu schwören. Die Hinrichtung findet am 23. August statt und zieht sich über mehrere Stunden hin.

#### Stadtrechte und urkundliche Ersterwähnungen
- Der Stadt Krems wird am 24. Juni durch Herzog Rudolf III. das Stadtrecht verliehen.
- Bräunlingen und Heiligenhafen erhalten das Stadtrecht.
- Blumenstein und Oberdorf werden erstmals urkundlich erwähnt.

### Religion und Gesellschaft

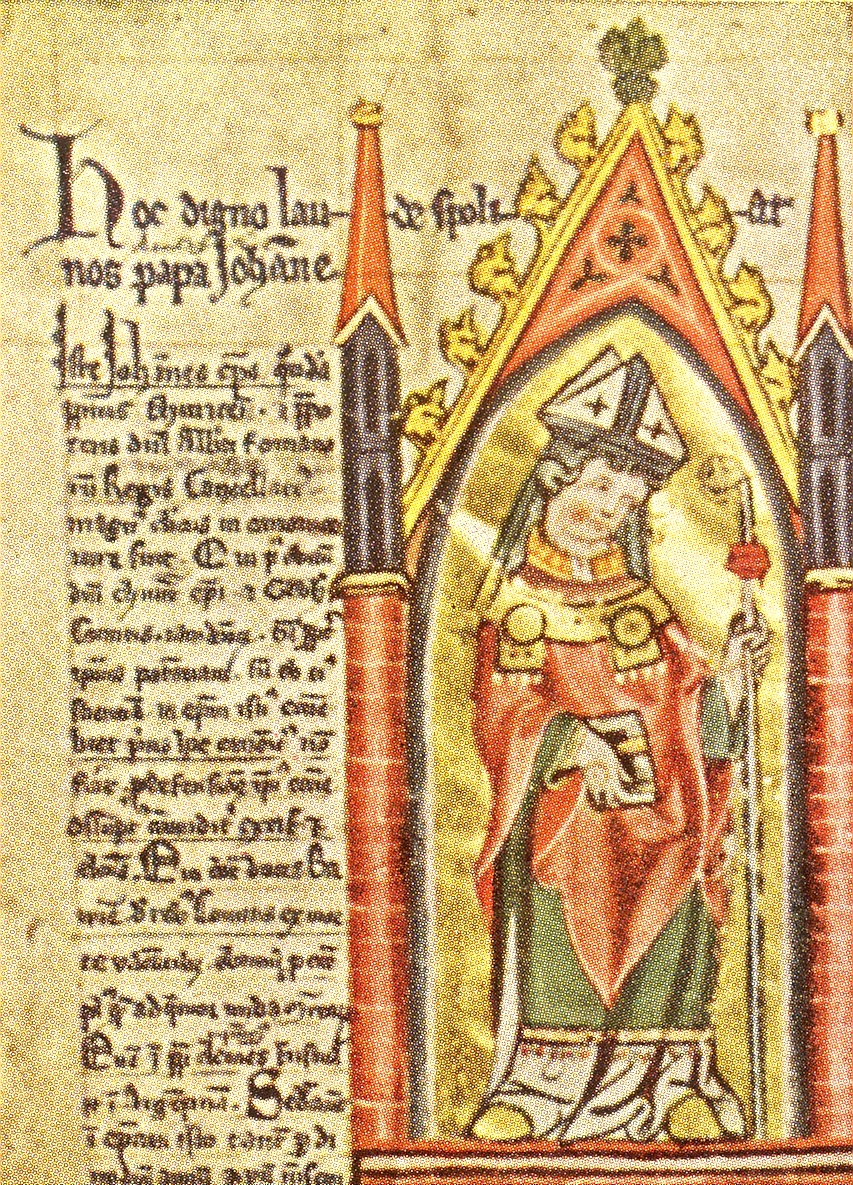
Johann I. als Bischof von Eichstätt aus dem Pontifikale Gundekarianum

- 17. Mai: Konrad II. von Pfeffenhausen stirbt. Zu seinem Nachfolger als Fürstbischof von Eichstätt wird Johann I. von Zürich, Kanzler und Protegé von König Albrecht I., gewählt.
- Heinrich III. von Anhalt folgt dem im Frühjahr verstorbenen Burchard II. von Blankenburg als Erzbischof von Magdeburg.
- 26. Juli: Salomo Adret, der Rabbiner von Barcelona, bedroht jedes Mitglied der jüdischen Gemeinde mit einem Bann, der unter 25 Jahren alt ist und die Werke der Griechen über Naturwissenschaft oder Metaphysik studiert, sei es in der Ursprache oder in einer Übersetzung.

### Katastrophen
- 20. Februar: Die aus der Zeit Kaiser Claudius’ (41–54) stammende, 40 Meter hohe Staumauer von Subiaco bricht in Latium zusammen und verursacht eine schwere Überschwemmung.

## Geboren

### Geburtsdatum gesichert
- 02. Juni: Abu Sa'id, Ilchan von Persien († 1335)
- 29. September: Heinrich XIV., Herzog von Bayern († 1339)

### Genaues Geburtsdatum unbekannt
- Ashikaga Takauji, japanischer Shōgun und Gründer des Ashikaga-Shōgunats († 1358)
- Beatrix von Luxemburg, Königin von Ungarn, Kroatien und Dalmatien († 1319)
- Blanche of Lancaster, englische Adlige († 1380)
- Peter II., König von Sizilien († 1342)
- Karl von Évreux, Graf von Étampes († 1336)
- Ludwig der Junker, hessischer Adliger († 1345)
- Elisabeth von Polen, Königin von Ungarn († 1380)

### Geboren um 1305
- Konrad von Bärenfels, Bürgermeister von Basel († 1372)
- Richard Kilvington, englischer Scholastiker († 1361)

## Gestorben

### Todesdatum gesichert
- 17. Januar: Ruggiero di Lauria, Admiral im Dienste der Krone Aragons (* um 1250)
- 25. Februar: Gerhard II. von Eppstein, Erzbischof und Kurfürst von Mainz (* um 1230)
- 01. März: Blanche von Frankreich, Herzogin von Österreich und der Steiermark (* um 1280)
- 07. März: Guido I., Graf von Flandern (* um 1226)
- 25. März: Otto III., Graf von Ravensberg (* um 1246)
- 02. April: Johanna I., Königin von Frankreich und Navarra, Gräfin der Champagne (* 1273)
- 30. April: Roger de Flor, italienischer Abenteurer und Söldner deutscher Herkunft (* 1266)

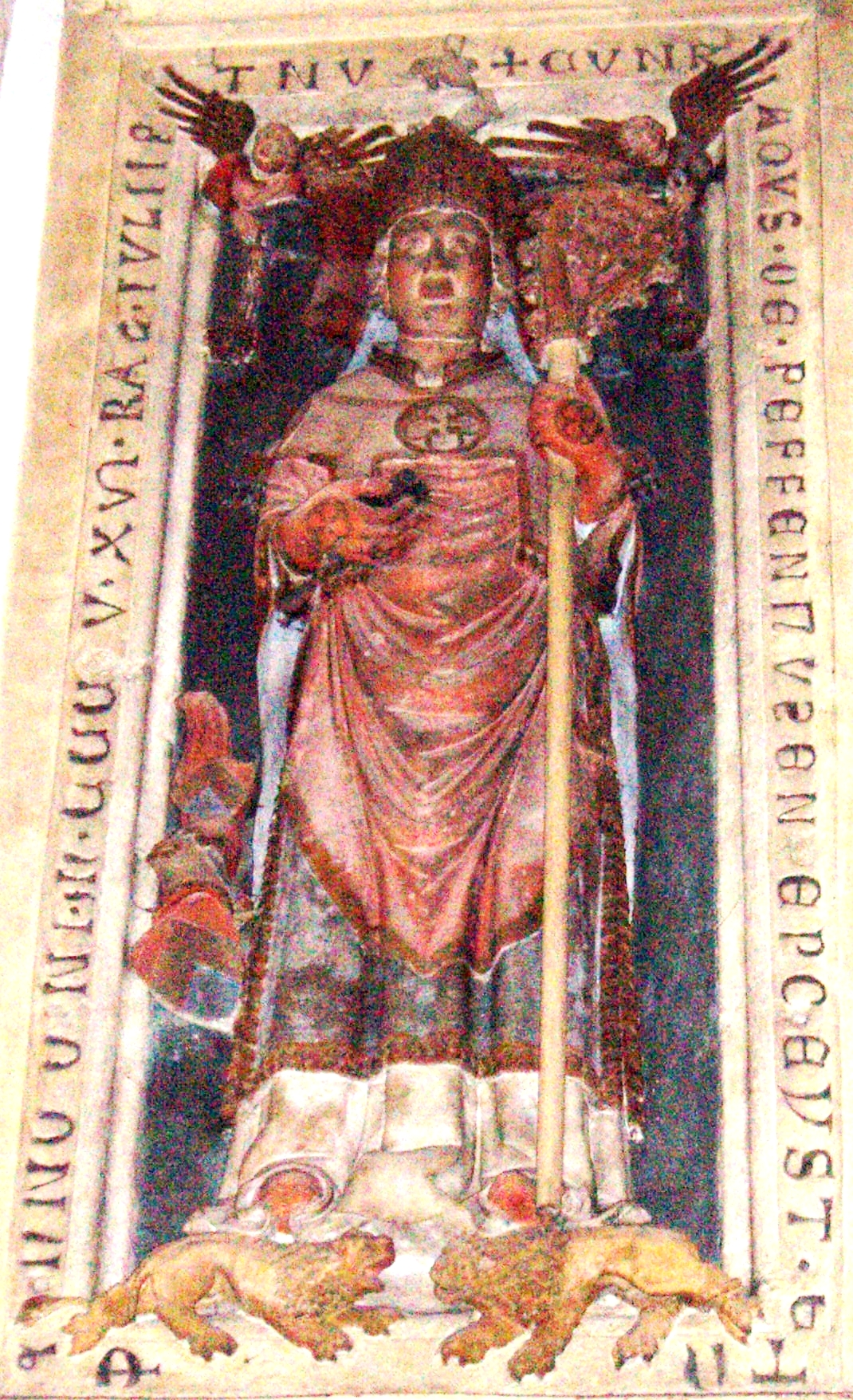
Grabdenkmal Konrads im Eichstätter Dom

- 17. Mai: Konrad II. von Pfeffenhausen, Bischof von Eichstätt

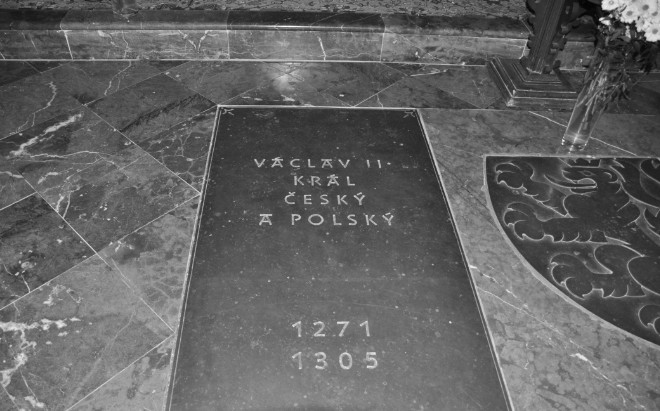
Das Grab Wenzels II.

- 21. Juni: Wenzel II., König von Böhmen, Herzog von Krakau und König von Polen (* 1271)
- 23. August: William Wallace, schottischer Freiheitsheld (* 1270)
- 10. September: Nikolaus von Tolentino, italienischer Mönch und Prediger (* um 1245)
- 24. September: Walter Winterburn, Kardinal der katholischen Kirche (* um 1225)
- 27. September: Agnes von Württemberg, Gräfin von Oettingen und Truhendingen
- 04. Oktober: Dietrich VI./VIII., Graf von Kleve (* um 1256/57)
- 04. Oktober: Kameyama, Tennō von Japan (* 1249)
- 09. Oktober: Robert de Pontigny, Kardinal der katholischen Kirche
- 14. November: Johann II., Herzog der Bretagne und Graf von Richmond (* 1239)
- 15. November: Volker von Fulach, Abt im Kloster Wettingen
- 25. Dezember: Verde di Salizzole, italienische Adelige, Stammmutter des Hauses der Scaliger (* um 1248)

### Genaues Todesdatum unbekannt
- Zwischen 24. Februar – 15. Mai: Konrad Poll, erster urkundlich erwähnter Bürgermeister Wiens (* um 1240)
- 27. April oder 18. Mai: Burchard II. von Blankenburg, Erzbischof von Magdeburg
- November: Otto I., Graf von Waldeck
- Johann von Sierck, Bischof von Utrecht und Bischof von Toul
- Mathieu IV. de Montmorency, Herr von Montmorency
- Mosche de Leon, Kabbalist
- Qian Xuan, chinesischer Maler und Dichter (* um 1235)
- Rinchen Gyeltshen, kaiserlicher Lehrer im China (* 1257)

### Gestorben um 1305
- Jakob ibn Tibbon, jüdischer Autor, Übersetzer und Astronom (* 1236)